# Mecaphesa sierrensis
Mecaphesa sierrensis là một loài nhện trong họ Thomisidae.
Loài này thuộc chi Mecaphesa. Mecaphesa sierrensis được miêu tả năm 1965 bởi Schick.